# Challenger de Braunschweig 2024
El torneo Brawo Open 2024 fue un torneo de tenis perteneció al ATP Challenger Tour 2024 en la categoría Challenger 125. Se trató de la 30ª edición; el torneo tuvo lugar en la ciudad de Braunschweig (Alemania), desde el 8 hasta el 14 de julio de 2024 sobre pista de tierra batida al aire libre.

## Jugadores participantes del cuadro de individuales
| Preclasificado | País                            | Jugador                 | Rank1 | Posición en el torneo |
| 1              | Bandera de España               | Roberto Carballés       | 64    | CAMPEÓN               |
| 2              | Bandera de la India             | Sumit Nagal             | 73    | Segunda ronda         |
| 3              | Bandera de Brasil               | Thiago Seyboth Wild     | 74    | Primera ronda, retiro |
| 4              | Bandera de Alemania             | Daniel Altmaier         | 80    | Primera ronda         |
| 5              | Bandera de los Países Bajos     | Botic van de Zandschulp | 97    | FINAL                 |
| 6              | Bandera de Colombia             | Daniel Elahi Galán      | 103   | Cuartos de final      |
| 7              | Bandera de Bosnia y Herzegovina | Damir Džumhur           | 105   | Baja                  |
| 8              | Bandera de Chile                | Cristian Garín          | 106   | Cuartos de final      |

- 1 Se ha tomado en cuenta el ranking del 1 de julio de 2024.

### Otros participantes
Los siguientes jugadores recibieron una invitación (wild card), por lo tanto ingresan directamente al cuadro principal (WC):
- Daniel Altmaier
- Nicola Kuhn
- Rudolf Molleker

Los siguientes jugadores ingresan al cuadro principal tras disputar el cuadro clasificatorio (Q):
- Sebastian Fanselow
- Michael Geerts
- Tom Gentzsch
- Marvin Möller
- Max Hans Rehberg
- Stijn Slump

## Campeones

### Individual Masculino
- Roberto Carballés derrotó en la final a  Botic van de Zandschulp por 6–3, 6–1

### Dobles Masculino
- Sander Arends /  Robin Haase derrotaron en la final a  Sriram Balaji /  Gonzalo Escobar por 4–6, 6–4, [10–8]